# 京都府道665号木津網野線
京都府道665号木津網野線（きょうとふどう665ごう きづあみのせん）は、京都府京丹後市を通る一般府道である。

## 概要
京丹後市網野町木津から京丹後市網野町網野に至る。
京丹後市網野町の木津地区から網野地区の市街地へ至る路線で、起終点がいずれも国道178号である。内陸を経由する国道178号に対して本路線は海沿いのルートとなっているが、断崖の海岸線に沿うため、起伏と急カーブに富む。ワインディング区間は概ね両側2車線に改良されているが、集落周辺を中心に狭隘な未改良区間が残る。
2023年（令和5年）4月1日、国道178号木津道路と並行する旧道の国道指定解除に伴い起点が浜詰から木津に延伸され、京都府告示第196号により路線名が「浜詰網野線（はまづめあみのせん）」から変更された。

### 路線データ
- 起点：京丹後市網野町木津（国道178号交点）
- 終点：京丹後市網野町網野（御陵交差点、国道178号交点）
- 総延長：11.3287 km

## 歴史
- 2023年（令和5年）4月1日 - 国道178号木津道路と並行する旧道の国道指定解除に伴い起点が浜詰から木津に延伸され、京都府告示第196号により路線名が「浜詰網野線」から「木津網野線」に変更[1]。

## 路線状況

### 道路施設

#### 橋梁
- 日吉橋（福田川、京丹後市）

## 地理

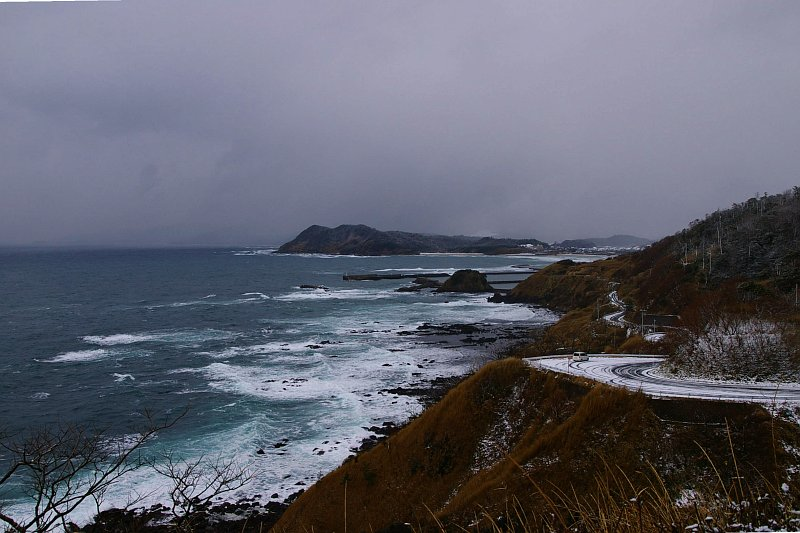
子午線公園よりの眺望（2008年2月）

### 通過する自治体
- 京丹後市

### 交差する道路
| 交差する道路              | 交差する場所 | 交差する場所       |
| ------------------------- | ------------ | ------------------ |
| 国道178号                 | 網野町木津   | 起点               |
| 京都府道673号浅茂川下岡線 | 網野町浅茂川 | 浅茂川漁港前交差点 |
| 国道178号                 | 網野町網野   | 御陵交差点 / 終点  |

### 沿線
- 浜詰海水浴場
- 福寿院
- 七龍峠ロードパーク
- 西方庵
- 子午線公園
- 蛭子神社
- 温泉浴場静の里
- 正徳院
- 京都北都信用金庫 浅茂川支店
- 京丹後市立網野保育所
- 網野神社
- 網野体育センター
- 京都北都信用金庫 網野支店
- 京丹後市 網野庁舎
- 京都銀行 網野支店
- 京丹後市立網野幼稚園
- 京丹後警察署 網野交番
- NTT西日本北京都支店 網野別館
- 網野銚子山古墳、小銚子古墳